# هونینگتون، سافک
هونینگتون (به انگلیسی: Honington) یک روستا و محله مدنی در بریتانیا است که در St Edmundsbury واقع شده‌است. هونینگتون ۱٬۲۴۷ نفر جمعیت دارد.